# Tunceli
Tunceli (precedentemente nota come Kalan; in curdo Mamekî‎; in zazaki: Mamekiye) è capoluogo (e distretto a livello amministrativo) dell'omonima provincia situata nella Turchia centro-orientale.

## Etimologia
Tunceli significa la terra (el) del bronzo (tunç) in turco, mentre il vecchio nome della provincia, "Dersim" (o Dêsim), significa porta d'argento (sim) (der) in curdo. Il fatto che il nome della città sia Tunceli o Dersim è stato motivo di scontri politici. L'autorità locale ha deciso di chiamare il capoluogo Dersim nel maggio 2019, mentre il Governatore ha affermato che era contro la legge.

## Società

### Evoluzione demografica
La distribuzione linguistica di Tunceli è del 69,5% curdo, del 29,8% turco e dello 0,74% armeno. Il curdo Kurmanji è il dialetto principale intorno a Pertek, mentre lo zazaki è parlato a Hozat, Pülümür, Ovacık e Nazımiye. Sia il Kurmanji che lo Zaza sono parlati a Tunceli e Mazgirt.

## Geografia fisica

### Territorio
Tunceli si trova appena a nord del punto di intersezione di due fiumi, Munzur e Pülümür, che scorrono entrambi a sud. La città è fondata nella valle del Munzur, nota per il suo aspetto pittoresco. È circondato da alte montagne chiamate montagne Munzur. La città ha mezzi di trasporto limitati per altre città. La popolazione della città è 32.815 al 2011. È uno dei centri provinciali meno popolati della Turchia.

### Clima
Tunceli ha un clima continentale estivo secco (classificazione climatica Köppen: Dsa) con estati molto calde e secche e inverni gelidi e nevosi.

## Storia
Durante l'Impero ottomano, Tunceli (allora nota come Kalan) faceva parte della regione chiamata Dersim. Nel 1847 Dersim fu dichiarata sangiaccato (un'unità amministrativa storica più piccola della provincia). Il capoluogo del sangiaccato era Hozat. Durante il periodo repubblicano la provincia di Tunceli fu fondata nel 1935. Nel 1946 l'ex città di Kalan fu ribattezzata Tunceli e fu dichiarata capoluogo della provincia.
Come risultato della campagna turca di "turchizzazione", Tunceli divenne un obiettivo principale dei funzionari turchi dopo l'istituzione della Repubblica turca nel 1923. Tunceli ebbe un ruolo nella ribellione di Dersim.
Tunceli è famosa per le eccellenti classifiche nelle statistiche sull'istruzione nazionale.

## Economia
La principale attività economica è l'allevamento di animali. Il grano è l'unico prodotto agricolo degno di nota. Sono presenti sali di cromo e depositi di marmo. Ma si produce solo il sale. Ci sono alcune fabbriche basate sull'agricoltura.